# Villa Wartholz
Villa Wartholz è una residenza imperiale presso Reichenau an der Rax, nella Bassa Austria. Il nome è tratto da una cappella votiva in stile gotico costruita nel '500.

## Storia
La villa venne fatta costruire per l'arciduca Carlo Ludovico d'Asburgo-Lorena, fratello di Francesco Giuseppe d'Austria, negli anni tra il 1870 ed il 1872 su disegno dell'architetto Heinrich von Ferstel. La villa venne costruita in stile neogotico a riprendere le forme di un castello con le caratteristiche torri.
Carlo Ludovico stesso aveva concepito la casa come una sua casa di campagna, una residenza ove praticare la caccia, resa possibile dall'ambiente naturale circostante, rigoglioso e lussureggiante e dotato anche di un vicino lago naturale.
A fine Ottocento, con la costruzione della linea ferroviaria a sud dell'Austria, l'area di Reichenau divenne molto popolare per i suoi paesaggi mozzafiato che attirarono l'attenzione dell'aristocrazia oltre alla presenza di molti artisti, scienziati e letterati che animarono anche la vita sociale dell'ariduca nella villa.
Successivamente, la villa passò all'imperatore Carlo I d'Austria ed a sua moglie Zita e qui nacque il loro figlio primogenito, Otto d'Asburgo, il quale sempre qui venne battezzato, nella cappella privata del palazzo. 
Dopo la caduta della monarchia la villa passò allo stato austriaco anche se non mancarono i contenziosi per la proprietà che per molti anni venne disputata con gli eredi degli ultimi imperatori. Nel 1982 la villa venne venduta dallo stato ed è oggi di proprietà privata.